# Junius Marion Futrell
Junius Marion Futrell, né le 14 août 1870 dans le comté de Greene (Arkansas) et mort le 20 juin 1955 à Little Rock (Arkansas), est un homme politique démocrate américain. Il est gouverneur de l'Arkansas par intérim en 1913 puis de plein exercice entre 1933 à 1937.

## Sources
- (en) Cet article est partiellement ou en totalité issu de l’article de Wikipédia en anglais intitulé « Junius Marion Futrell » (voir la liste des auteurs).